# Moštěnka
Moštěnka är ett vattendrag i Tjeckien.   Det ligger i regionen Zlín, i den östra delen av landet, 230 km öster om huvudstaden Prag.